# Marc Thury

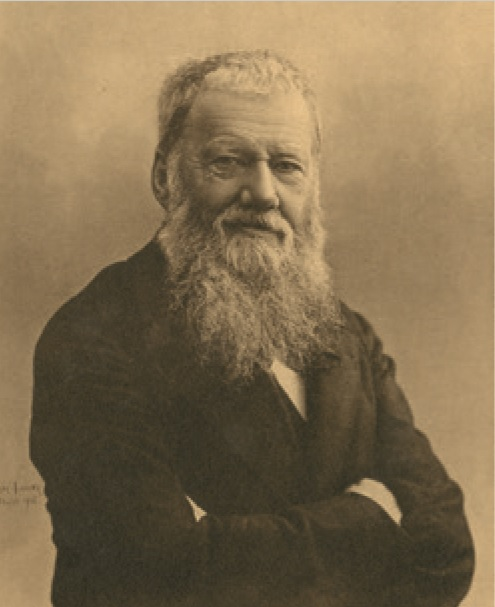
Marc Thury (1900)

Jean-Marc-Antoine Thury (* 18. April 1822 in Nyon; † 17. Januar 1905 in Eaux-Vives, heute Genf) war ein Schweizer Botaniker.
Marc Thury war Professor für Botanik an der Akademie Genf. Im Jahr 1862 zählte er zu den Gründern der Société genevoise d’instruments de physique (SIP) zur Herstellung wissenschaftlicher Instrumente. Das feinmechanische Thury-Gewinde für Schrauben ist nach ihm benannt.
Der Elektrotechniker René Thury (1860–1938) ist sein Sohn.